# Camutanga
Camutanga est une municipalité brésilienne située dans l'État du Pernambouc.